# Chloroclystis pauxillula
Chloroclystis pauxillula är en fjärilsart som beskrevs av Turner 1907. Chloroclystis pauxillula ingår i släktet Chloroclystis och familjen mätare. Inga underarter finns listade i Catalogue of Life.